# Monica Hughes
Monica Hughes (Liverpool, 3 novembre 1925 – Edmonton, 7 marzo 2003) è stata una scrittrice britannica naturalizzata canadese.

## Biografia
Monica Mary Ince Hughes è nata il 3 novembre 1925 a Liverpool dal matematico Edward Lindsay Ince e da Phyllis Fry Ince.
Dopo aver trascorso la giovinezza a Londra, Il Cairo e Edimburgo dove ha studiato matematica all'univeristà, durante la seconda guerra mondiale ha prestato servizio presso la Women's Royal Naval Service prima di compiere studi di meteorologia.
Emigrata in Canada nel 1952, si è trasferita definitivamente a Edmonton nel 1964 e ha esordito nella narrativa giovanile dieci anni dopo con Gold Fever Trail.
Autrice di numerose opere per ragazzi appartenenti al genere fantasy e fantascientifico, i suoi libri sono stati pubblicati in molti paesi quali gli Stati Uniti, la Polonia, la Spagna, il Giappone, la Francia, la Germania e l'Inghilterra.
Vincitrice nel 2000 del Premio Phoenix per The Keeper of the Isis Light, è morta a Edmonton il 7 marzo 2003 all'età di 77 anni a causa di un ictus. 

## Vita privata
Sposatasi nel 1957 con Glen Hughes, la coppia ha avuto due figli.

## Opere principali

### Serie Conshelf Ten
- Crisis on Conshelf Ten (1975)
- Earthdark (1977)

### Serie Isis
- The Keeper of the Isis Light (1980)
- The Guardian of Isis (1981)
- The Isis Pedlar (1982)

### Serie Arc One
- Devil on My Back (1984)
- The Dream Catcher (1986)

### Serie Sandwriter
- Sandwriter (1985)
- The Promise (1989)

### Serie Jan
- Jan's Big Bang (1997)
- Jan and Patch (1999)
- Jan on the Trail (2000)
- Jan's Awesome Party (2001)

### Altri romanzi
- Gold Fever Trail (1974)
- The Tomorrow City (1978)
- The Ghost Dance Caper (1978)
- Beyond the Dark River (1979)
- Ring-Rise Ring-Set (1982)
- The Beckoning Lights (1982)
- Un cervo per Mike (Hunter in the Dark, 1982), all'interno di Selezione della narrativa mondiale, Milano, Reader's Digest, 1991 pagg 447-526
- The Treasure of the Long Sault (1982)
- My Name Is Paula Popowich (1983)
- Space Trap (1983)
- Blaine's Way (1986)
- Log Jam (1987)
- Spirit River (1988)
- The Refuge (1989)
- Invitation to the Game (1990)
- The Crystal Drop (1992)
- The Golden Aquarians (1995)
- Castle Tourmandyne (1995)
- Where Have You Been, Billy Boy? (1995)
- The Dirty Car (1996)
- Lost at the School Fair (1996)
- The Seven Magpies (1996)
- The Faces of Fear (1997)
- Skyways: Copymasters con Betty Root (1998)
- The Story Box (1998)
- The Other Place (1999)
- Storm Warning (2000)
- The Maze (2002)
- The Game (2010)

## Premi e riconoscimenti
- Premio Phoenix: 2000 vincitrice con The Keeper of the Isis Light